# Guinea en los Juegos Paralímpicos de Pekín 2008
Guinea estuvo representada en los Juegos Paralímpicos de Pekín 2008 por un deportista masculino. El equipo paralímpico guineano no obtuvo ninguna medalla en estos Juegos.